# Tracheliodes amu
Tracheliodes amu  (лат.) — род песочных ос рода Tracheliodes из подсемейства Crabroninae (триба Crabronini). США (Аризона, Нью-Мексико).
Охотятся на муравьёв из подсемейства долиходерины.

## Описание
Мелкие осы (около 1 см), чёрные. Брюшко без жёлтых отметин. Темя без вдавлений. Нижнечелюстные щупики 6-члениковые. Нижнегубные щупики 3-члениковые. Бока среднегруди с эпикнемиальным килем. Усики самок 12-члениковые (у самцов состоят из 13 сегментов). Внутренние края глаз субпараллельные (без выемки). Брюшко сидячее (первый стернит брюшка полностью находится под тергитом). Переднее крыло с одной дискоидальной и тремя радиомедиальными ячейками
.